# Lesula

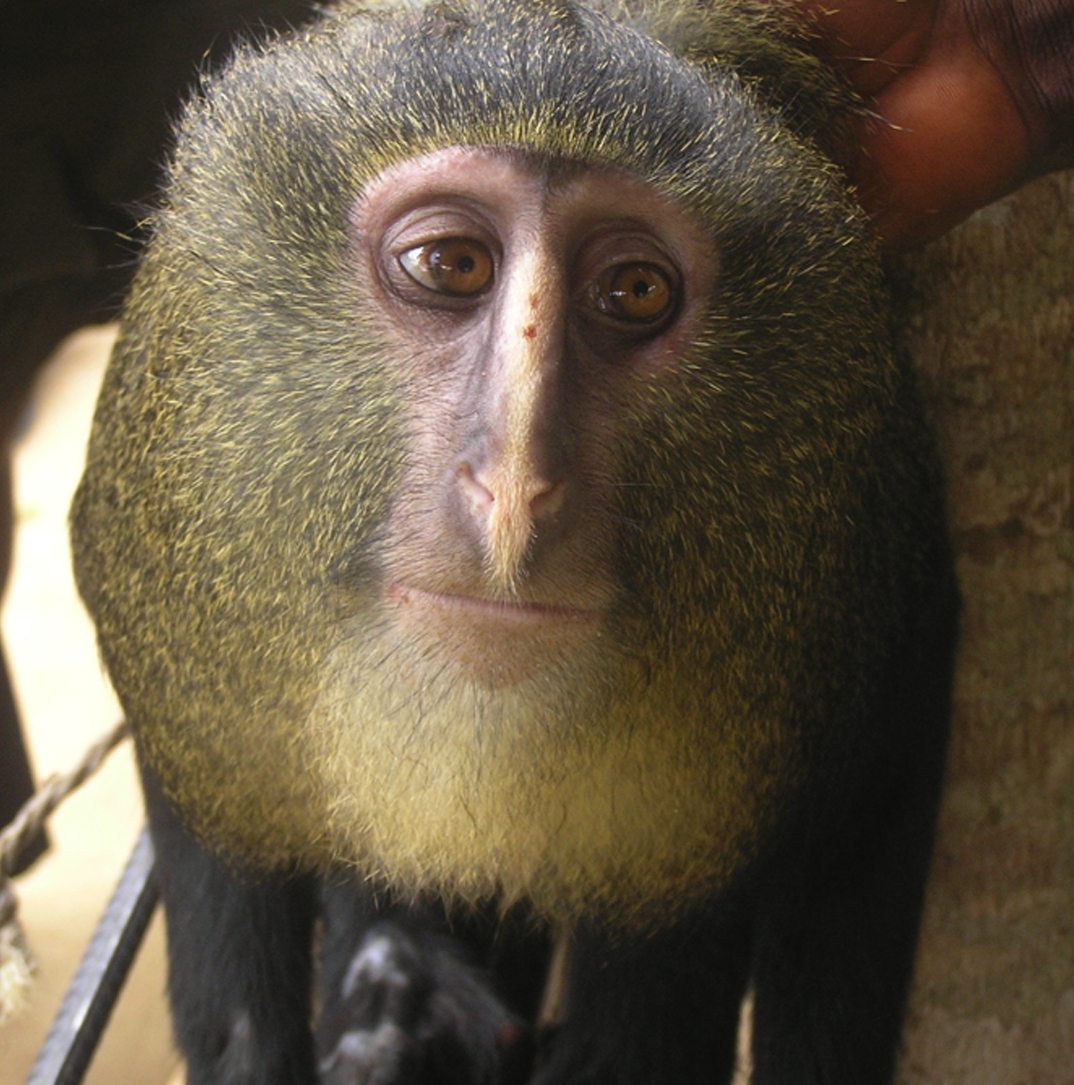
Lesula

Lesula (danh pháp hai phần: Cercopithecus lomanmiensis) là một loài khỉ Cựu thế giới được tìm thấy ở lưu vực Lomani ở Cộng hòa Dân chủ Congo. Nó được phát hiện năm 2007 và được xác nhận trong một ấn phẩm xuất bản năm 2012. Nó là loài khỉ châu Phi mới thứ nhì được phát hiện kể từ năm 1984.
Loài lesula sinh sống trong rừng mưa ở Cộng hòa Dân chủ Congo, với tiêu bản 2007 được tìm thấy trong điều kiện nuôi nhốt ở làng Opala. Kể từ khi nhìn thấy ở làng này, nó cũng được nhìn thấy trong tự nhiên. Phạm vi phân bố của nó nằm giữa hai con sông Lomami và Tshuapa ở miền trung nước này.
Lesula dễ thương tổn trước nạn săn bắn để lấy thịt thú rừng. Việc bảo vệ loài có thể là một thách thức, do các loài với phạm vi phân bố nhỏ như vậy có thể dễ dàng chuyển từ nhóm dễ bị tổn thương sang nhóm loài bị đe dọa nghiêm trọng có nguy cơ tuyệt chủng trong một vài năm tới. Nhà nhân chủng học Kate Detweiler cảm thấy rằng điều may mắn là loài khỉ này được phát hiện khi vẫn còn ở tình trạng an toàn. Vườn quốc gia Lomami đã được đề xuất để làm nơi bảo vệ loài này.
Lesula có kích thước trung bình với cơ thể mảnh dẻ. Con đực trưởng thành đạt đến chiều dài cơ thể (đầu và cơ thể) 47–65 cm và trọng lượng từ 4 đến 7,1 kg. Con cái cận trưởng thành dài 40–42 cm và nặng 3,5 đến 4 kg.
Nó có da mặt, mí mắt và tai khác nhau về màu sắc từ màu xám / hồng sang màu nâu vàng. Má, cổ họng và cổ, phần trên là màu nâu vàng, tương phản với màu đen trên phần dưới của cổ và ngực.